# Anna Siwik
Anna Siwik (ur. 20 listopada 1952 w Rzeszowie) – polska naukowczyni historii najnowszej, w latach 2012–2020 prorektor Akademii Górniczo-Hutniiczej ds. Studenckich.
Studia wyższe odbyła w Wyższej Szkole Pedagogicznej, którą ukończyła w 1976. Związana nie tylko z AGH, ale także z Uniwersytetem Jagiellońskim, gdzie w 1986 obroniła doktorat, a w 1999 uzyskała habilitację. Była pierwszą dziekan Wydziału Humanistycznego AGH (2001–2008).
Odznaczona Złotym Medalem za Długoletnią Służbę oraz Medalem Komisji Edukacji Narodowej.